# لويس فيليبي هيناو كاردونا
لويس فيليبي هيناو كاردونا (بالإسبانية: Luis Felipe Henao)‏ هو محامي وسياسي كولومبي، ولد في 23 أكتوبر 1979 في ميديلين في كولومبيا.